# Burg Střílky
Die Burg Střílky (deutsch Burg Střílek) sind die Ruinenreste einer Höhenburg im Okres Kroměříž in der Region Zlínský kraj in Tschechien.

## Geschichte
Die Burg Střílky wurde nach der Mitte des 13. Jahrhunderts von Smil von Zbraslav und Střílky auf einer Anhöhe am westlichen Abhang des Marsgebirges oberhalb der Siedlung Střílky erbaut. Smil war um diese Zeit Burggraf von Brumov und benutzte erstmals 1258 das Prädikat „von Střílky“ (ze Střilek). Archäologische Untersuchungen bestätigen die Entstehungszeit.
Erstmals urkundlich erwähnt wurde die Burg 1321, als der böhmische König Johann von Luxemburg die Burg als ein Lehen dem Heinrich/Jindřich von Leipa (Železný) übertrug, der ein Sohn des Heinrich von Leipa war. Zusammen mit Tovačov und Hostěradice sollte die Burg als Heiratsgut für dessen Braut Agnes von Blankenheim dienen, die mit dem König verwandt war. Daraus kann geschlossen werden, dass die Burg nach Smils kinderlosem Tod 1273 als erledigtes Lehen an den böhmischen König zurückfiel.
Zur Anlage gehörte eine Vorburg, die durch einen Graben von der eigentlichen Burg getrennt war. Die Burganlage entsprach in ihrem Stil den damaligen Burgen in der österreichischen Donauebene, wohin Smil und sein Bruder Boček Beziehungen unterhielten. Später wurde die Anlage mit einer Wehrmauer umgeben.
Um die Mitte des 14. Jahrhunderts war die Burg im Besitz der Herren von Cimburg, die sie 1358 dem Markgrafen Johann Heinrich verkauften. Dessen Sohn Jobst von Mähren veräußerte sie 1407 dem Vznata Hecht von Rossitz. Nach 1437 verkaufte sie der Landesherr König Sigmund den Herren von Lichtenburg auf Vöttau, von denen sie 1481 von den Vladiken von Ojnice erworben wurde. Es ist nicht bekannt, ob die in diesem Jahr erwähnte Burgkapelle schon früher bestand. 1511 übersiedelten die Vladiken von Ojnice nach Bučovice. 1542 wird die Burg als wüst bezeichnet.